# Rantasalmi
Rantasalmi is een gemeente in de Finse provincie Oost-Finland en in de Finse regio Zuid-Savo. De gemeente heeft een landoppervlakte van 559,31 km² en telt 3.308 inwoners (2022).